# 枚方市立渚西中学校
枚方市立渚西中学校（ひらかたしりつ なぎさにしちゅうがっこう）は、大阪府枚方市渚西三丁目にある公立中学校。枚方市の西部に位置し、淀川の河川敷に近接している。1983年に枚方市立第一中学校・枚方市立第三中学校の2校より分離開校した。
校区の小学校との小中連携や「朝の読書活動」などに力を入れている。

## 沿革
- 1982年8月 - 工事着工。
- 1983年4月 - 枚方市立渚西中学校として開校。
- 1991年11月 - コンピューター教室を設置。

## 部活動
体育系
- 陸上競技部
- サッカー部
- 軟式野球部
- ソフトテニス部
- バドミントン部
- 卓球部
- バスケットボール部
- バレーボール部
- 柔道部※
- 剣道部※
- ソフトボール部※
- 男子テニス部※
- 男子バドミントン部※

文化系
- 吹奏楽部
- 美術部
- アニメ・技術部※
- ふれあいサークル※
- 茶華道部※

※は、現在は廃部

## 通学区域
- 枚方市立磯島小学校と枚方市立西牧野小学校の通学区域全域。
- 枚方市立小倉小学校の通学区域の一部。

## 学校の周辺
- 渚市民体育館
- 枚方市立渚西保育所

## 交通
- 京阪本線 御殿山駅 北西へ約600m。

## 関係者

### 出身者
- 仙頭啓矢（プロサッカー選手）[1]